# ミス・フェアレディ
ミス・フェアレディとは、日産自動車の直営ショールーム、「日産ギャラリー」における企業専属の広報部隊である。
その名前は、日産を代表するスポーツカー「フェアレディZ」の前身「フェアレディ」の名を冠し、見た目の美しさはもちろん、礼儀作法や仕事に対する誇りを重んじ、徹底的に訓練されたPRのスペシャリスト。
ミス･フェアレディは日産について熟知しており会社役員の顔と名前からPRするクルマのスペックなどで全て頭にたたきこんでいる。
普段はギャラリーでナレーション、接客、アテンド業務を行っているが、取材対応やメディア対応等も行う。日本で一番歴史があり、格式の高いショールームレディである。

## 概要

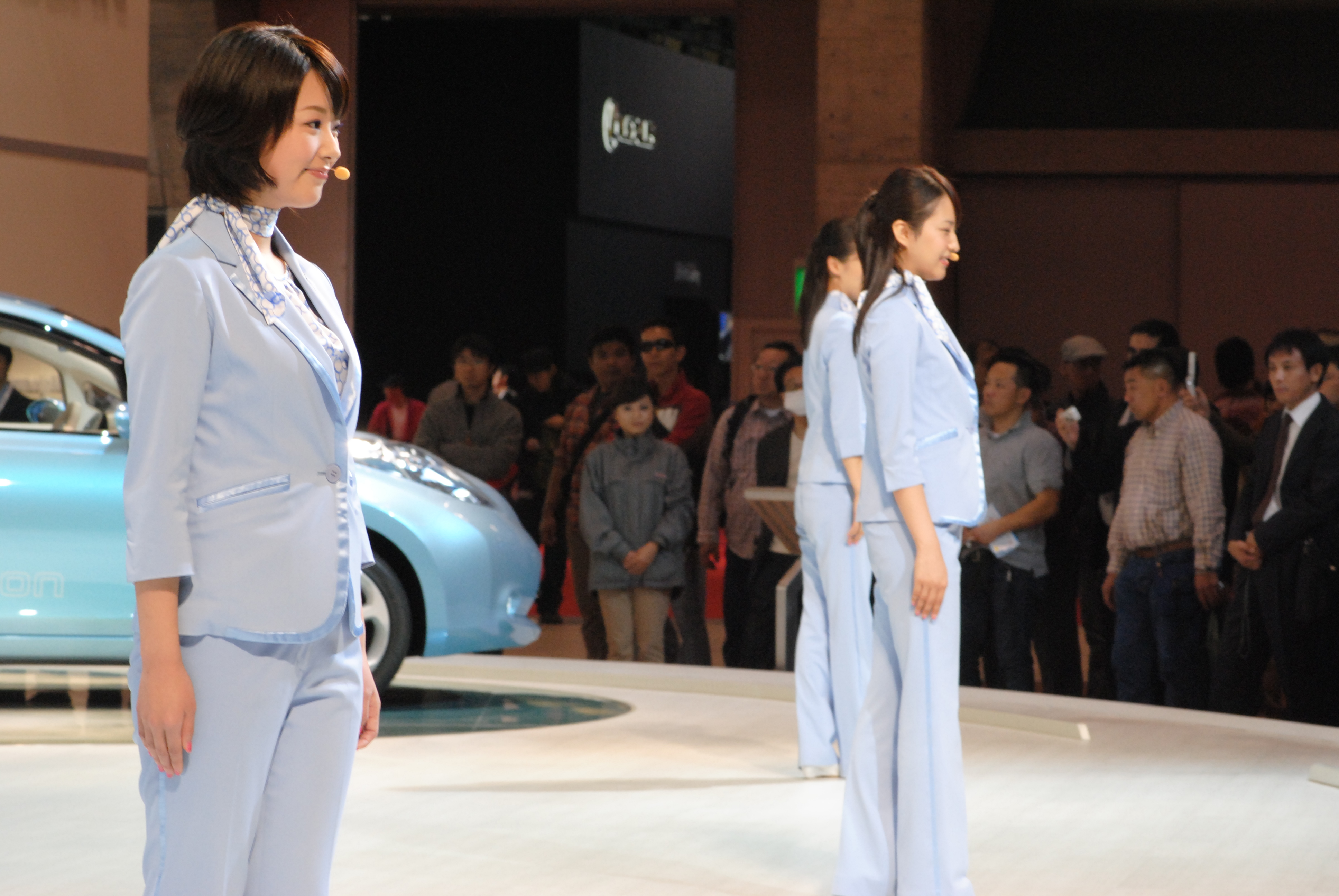
東京モーターショー2009でのミス・フェアレディ

1963年（昭和38年）、日産自動車の直営ショールーム、「日産ギャラリー」の開業とともに創設された。第1期メンバーは5名だったが、2013年度現在は27名が勤務している。現在は、銀座四丁目と横浜みなとみらい21のグローバル本社という全国2箇所の日産ギャラリーに配置され、接客やイベントMC、日産系販売店のイベントでのゲスト出演、新型車発表のプレゼンテーションなどを担当している。また、2年に1回行われる東京モーターショーでも日産自動車の司会、ナレーション、アテンド係やPV出演を務める。
適性や状況により更新、また、日産ギャラリーのコンシェルジュやマネージャーなどへ昇進した例もある。長い歴史の間には母子2代に渡ってミス・フェアレディを務めた者もいる。多くの者はミス・フェアレディを経て、フリーアナウンサーやスチュワーデス、ナレーション講師、マナー講師、ラジオDJなどの他職に転じている。また、応募倍率は200〜300倍ともいわれ優雅さ知的さはもちろんのこと、高いホスピタリティも求められる花形職業である。
ナレーション、ウォーキング、マナー接遇研修がありミスフェアレディになる為に厳しい訓練を受ける。

## 名称
日産自動車を代表するスポーツカー『フェアレディ』にちなんで命名された。元々は『日産ミス・フェアレディ』を正式名称としたが、男女雇用機会均等法施行後には『日産PRスペシャリスト』を正式名としている。
ただし、現在も『日産ミスフェアレディ』の名称はニュースリリースなどで公式に使われ続けている。

## 主な出身者
- 柳沼淳子
- 千綿舞子
- 金井亜佐子
- 伴麻衣子
- 小林陽子
- 隅田和世
- 神田有希子
- 寺西瑞紀
- 町田裕美
- 諸永彰子
- 本城結実
- 永井るり
- 天野唯
- 辻留奈
- 高瀬みどり
- 数野祐子（旧姓・青島）
- 田中沙知
- 阿部由紀
- わかないづみ
- 計屋晴香
- 中尾きみか
- 西島あやか（旧姓・森）

また、阿部慎之助（読売ジャイアンツ捕手・コーチ・監督）の妻は元ミス・フェアレディだった。